# Carl Ferdinand Steinhaus
Carl Ferdinand Steinhaus (* 1. Mai 1826 in Hamburg; † 4. Juni 1899 ebenda) war ein deutscher Schiffbauingenieur.

## Leben und Wirken
Carl Ferdinand Steinhaus besuchte eine Realschule und machte auf Hamburger Werften eine Ausbildung zum Schiffbauer. Da Fortbildungsangebote fehlten, erhielt er privaten Unterricht in Mathematik und Physik. Anschließend arbeitete er als Schiffszimmermann in Europa und Amerika. 1853 erhielt er eine Stelle als Lehrer für Schiffbau an einer Gewerbeschule in Hamburg. Hier unterrichtete er den späteren Unternehmer Georg Howaldt.
Steinhaus schrieb mehrere Bücher und Aufsätze und galt als angesehener Experte des Baus von Eisenschiffen. In Hamburger Werften wurden über 400 seiner Konstruktionen realisiert. Dabei arbeitete er mit dem Fährunternehmer Johann Heinrich Grell (1824–1898) zusammen und übernahm vermutlich dessen Idee, einen Eisbrecher zu bauen. Nach Versuchsfahrten mit Schleppdampfern im zugefrorenen Hamburger Hafen entstand so in der Reiherstiegwerft der „Eisbrecher No. 1“, der später als Eisfuchs bekannt wurde. Es handelte sich um den ersten funktionstüchtigen Schraubeneisbrecher der Welt, der auf der Unterelbe zum Einsatz kam und in Deutschland und Skandinavien Nachahmer fand. Die Zusammenarbeit mit Johann Heinrich Grell endete in den 1870er Jahren im Streit.
Vermutlich insbesondere aufgrund seiner Publikationen und fachlichen Expertise stellte das seinerzeit in der Klassifizierung deutscher Segelschiffe führende Bureau Veritas Steinhaus 1872 als Generalinspektor für in Deutschland gebaute Eisenschiffe an. Von 1873 bis 1881 arbeitete er als Reichs-Schiffsvermessung-Inspektor der Nordseehäfen für das Reichsamt des Innern.